# 安托山石礦場
安托山石礦場曾經是深圳市主要的石礦場之一，亦是市內最大規模的石礦場，位於福田區香蜜湖街道最北端，面積達45萬平方米。

## 歷史
安托山石礦場由安托山投資發展集團經營，於1997年設立，翌年年尾啟用，主要為南山區深圳灣近岸填海工程提供沙石。
由於週邊區域陸續改作住宅區，而石礦場運作對民居造成滋擾，此石礦場於2003年停止開採，並於2004年完成修復工程，由啟用到結束僅僅運作五年。
但在石礦場停止開採後，安托山集團最初僅向市政府歸還其中6萬平方米用地，並繼續在礦場內處理輸入的石料。直到2014年10月11日，石礦場剩餘用地才逐步交還政府，但少部分土地仍用作混凝土廠。

## 土地運用
政府早於2005年已經立項，在安托山石礦場舊址興建公園。但是，至今公園仍未動工。
此外，在石礦場南面臨近廣深高速公路及深康村的盆地（不包括東端一小塊仍用作混凝土廠的用地），西部曾用作沙河建工村，及後拆卸重建為深圳地鐵7號線的安托山停車場，並附帶上蓋開發。